# Dubaj
Dubaj (arabsko دبي Dubayy) je največje mesto v Združenih arabskih emiratih in glavno mesto istoimenskega emirata, enega od sedmih, ki sestavljajo državo. V njem živi približno 2,1 milijona ljudi, kar je devet desetin vsega prebivalstva emirata.
Od začetka 21. stoletja slovi kot prizorišče megalomanskih gradbenih projektov, med katerimi izstopajo denimo najvišji nebotičnik na svetu Burdž Kalifa, superveliko letališče Dubai World Central - Al Maktoum in nekaj luksuznih umetnih otočij pred obalo (Palmovi otoki, Svet ipd.). Zdaj je eno najbolj obiskanih turističnih in poslovnih središč na svetu. Po različnih indeksih stroškov prebivanja za tujce se uvršča med 25 ali celo deset najdražjih mest na svetu. Hkrati je po anketi svetovalnega podjetja Mercer mesto z najvišjo kakovostjo bivalnega okolja med vsemi mesti v skupni regiji Srednji vzhod/Afrika, po drugi strani pa so oblasti deležne številnih kritik zaradi izkoriščanja in zlorabljanja migrantskih delavcev (večinoma južnoazijcev), ki gradijo dubajske stolpnice.
Mesto je leta 2021 gostilo svetovno razstavo.
| Podnebni podatki za Dubaj                 | Podnebni podatki za Dubaj | Podnebni podatki za Dubaj | Podnebni podatki za Dubaj | Podnebni podatki za Dubaj | Podnebni podatki za Dubaj | Podnebni podatki za Dubaj | Podnebni podatki za Dubaj | Podnebni podatki za Dubaj | Podnebni podatki za Dubaj | Podnebni podatki za Dubaj | Podnebni podatki za Dubaj | Podnebni podatki za Dubaj | Podnebni podatki za Dubaj |
| Mesec                                     | Jan                       | Feb                       | Mar                       | Apr                       | Maj                       | Jun                       | Jul                       | Avg                       | Sep                       | Okt                       | Nov                       | Dec                       | Letno                     |
| ----------------------------------------- | ------------------------- | ------------------------- | ------------------------- | ------------------------- | ------------------------- | ------------------------- | ------------------------- | ------------------------- | ------------------------- | ------------------------- | ------------------------- | ------------------------- | ------------------------- |
| Rekordno visoka temperatura °C            | 31.6                      | 37.5                      | 41.3                      | 43.5                      | 47.0                      | 46.7                      | 49.0                      | 48.7                      | 45.1                      | 42.0                      | 41.0                      | 35.5                      | 49.0                      |
| Povprečna visoka temperatura °C           | 23.9                      | 25.4                      | 28.3                      | 33.0                      | 37.7                      | 39.5                      | 40.9                      | 41.3                      | 38.9                      | 35.4                      | 30.6                      | 26.2                      | 33.4                      |
| Povprečna dnevna temperatura °C           | 19.1                      | 20.5                      | 23.0                      | 27.0                      | 31.4                      | 33.4                      | 35.5                      | 35.9                      | 33.3                      | 29.8                      | 25.4                      | 21.2                      | 28.0                      |
| Povprečna nizka temperatura °C            | 14.3                      | 15.5                      | 17.7                      | 21.0                      | 25.1                      | 27.3                      | 30.0                      | 30.4                      | 27.7                      | 24.1                      | 20.1                      | 16.3                      | 22.5                      |
| Rekordno nizka temperatura °C             | 1.5                       | 6.9                       | 9.0                       | 13.4                      | 15.1                      | 18.2                      | 20.4                      | 23.1                      | 16.5                      | 15.0                      | 11.8                      | 8.2                       | 1.5                       |
| Povprečna količina padavin mm             | 18.8                      | 25.0                      | 22.1                      | 7.2                       | 0.4                       | 0.0                       | 0.8                       | 0.0                       | 0.0                       | 1.1                       | 2.7                       | 16.2                      | 94.3                      |
| Povp. št. dni s padavinami                | 5.5                       | 4.7                       | 5.8                       | 2.6                       | 0.3                       | 0.0                       | 0.5                       | 0.5                       | 0.1                       | 0.2                       | 1.3                       | 3.8                       | 25.3                      |
| Povp. št. sončnih ur                      | 251                       | 241                       | 270                       | 306                       | 350                       | 345                       | 332                       | 326                       | 309                       | 307                       | 279                       | 254                       | 3.570                     |
| Povp. št. sončnih ur na dan               | 8.1                       | 8.6                       | 8.7                       | 10.2                      | 11.3                      | 11.5                      | 10.7                      | 10.5                      | 10.3                      | 9.9                       | 9.3                       | 8.2                       | 9.8                       |
| Vir 1: Dubai Meteorological Office        |                           |                           |                           |                           |                           |                           |                           |                           |                           |                           |                           |                           |                           |
| Vir 2: UAE National Center of Meteorology |                           |                           |                           |                           |                           |                           |                           |                           |                           |                           |                           |                           |                           |